# Martina Pechová
Martina Pechová roz. Jirásková (* 20. března 1952 Praha) je československá hráčka basketbalu. V médiích je uváděna s křestním jménem Marta. Je vysoká 190 cm. Je zařazena na čestné listině zasloužilých mistrů sportu.

## Sportovní kariéra
Patřila mezi opory basketbalového reprezentačního družstva Československa, za které v letech 1972 až 1976 hrála celkem 126 utkání a má významný podíl na dosažených sportovních výsledcích. Zúčastnila se Olympijských her 1976 (Montreal, Kanada) – 4. místo, dvou Mistrovství světa 1971 v Brazílii – 2. místo a 1975 v Kolumbii – 3. místo, čtyř Mistrovství Evropy 1970, 1972, 1974, 1976 na nichž získala dvě stříbrné medaile za druhá místa v letech 1974 a 1976 a bronzovou medaili za třetí místo v roce 1972. S družstvem Československa na Mistrovství Evropy juniorek v roce 1969 skončila na 7. místě a v roce 1971 (Subotica, Jugoslávie) získala za druhé místo titul vicemistra Evropy. Hrála za družstvo žen Výběru Evropy v roce 1972 ve Francii (Clermont Ferrand) s výsledkem 68:57.
V československé basketbalové lize žen hrála celkem 8 sezón (1969–1977) za družstvo Sparta Praha, s nímž získala v ligové soutěži šest titulů mistra Československa (1970–1972,1973–1977) a dvakrát druhé místo (1970, 1973). V sezónách 1971–1976 byla čtyřikrát vybrána do All-Stars – nejlepší pětice hráček československé ligy. Je na 57. místě v dlouhodobé tabulce střelkyň československé ligy žen za období 1969–1977 s počtem 2122 bodů. S klubem se zúčastnila 6 ročníků Poháru mistrů evropských zemí v basketbalu žen (PMEZ) v němž se stala s klubem Sparta Praha dvakrát finalistou poháru, z toho vítězem Poháru mistrů v roce 1976 a na druhém místě po prohře ve finále s klubem Dugawa Riga (1972). Dále čtyřikrát prohrála v semifinále Poháru mistrů proti Wisla Krakov, Polsko (1970), Daugawa Riga (1973) a CUC Clermont Ferrrand (1975, 1977).  

## Sportovní statistiky

### Kluby
- 1969–1977 Sparta Praha, celkem 8 medailových umístění: 6× mistryně Československa (1970–1972, 1973–1977), 2× vicemistryně Československa (1970, 1973)
- 1971–1975: nejlepší pětka hráček ligy – zařazena 4×: 1971/1972 až 1974/1975

### Evropské poháry
S klubem Sparta Praha v Poháru mistrů evropských zemí v basketbalu žen (PMEZ), kde je (uveden počet zápasů (vítězství–porážky) a celkový výsledek v soutěži:
- 1970 – 10 zápasů (7–3), v semifinále vyřazena od Wisla Krakov, Polsko,
- 1972 – 12 (6–6), výhra v semifinále nad CUC Clermont Ferrand, Francie, prohra ve finále s Daugawa Riga, 2. místo
- 1973 – 10 (6–4), v semifinále vyřazena od Daugawa Riga
- 1975 – 10 (6–4), v semifinále vyřazena od CUC Clermont Ferrand, Francie
- 1976 – 10 (6–4), výhra v semifinále nad GS San Giovanni, Itálie a ve finále nad CUC Clermont Ferrand, Francie (55:58, 77:57) Sparta Praha vítězem FIBA Poháru evropských mistrů v basketbale žen 1976,
- 1977 – 8 (5–3), v semifinále vyřazena od CUC Clermont Ferrand, Francie
- Celkem 6 ročníků poháru, 2× účast ve finále, vítěz Poháru mistrů evropských zemí v basketbalu žen 1976, 1× 2. místo, 4× účast v semifinále

### Československo
- Olympijské hry 1976 Montreal (53 bodů / 5 zápasů) 4. místo
- Mistrovství světa: 1971 Sao Paulo, Brazílie (62 bodů / 7 zápasů) 2. místo, 1975 Cali, Kolumbie (67/ 8) 3. místo
- Mistrovství Evropy: 1970 Rotterdam, Holandsko (20/4) 5. místo, 1972 Varna, Bulharsko (17/7) 3. místo, 1974 Cagliari, Itálie (72/8) 2. místo, 1976 Clermont Ferrand, Francie (46/8) 2. místo, celkem na ME 155 bodů a 27 zápasů
- 1970–1976 celkem 126 mezistátních zápasů, na OH, MS a ME celkem 337 bodů v 47 zápasech, na MS 1× 2. místo a 1× 3. místo, na ME 2× 2. místo a 1× třetí místo
- 2× Mistrovství Evropy juniorek: 1969 Hagen, Německo (31/3) 7. místo, 1971 Subotica, Jugoslávie (86/7), titul vicemistryně Evropy za 2. místo
- Titul zasloužilá mistryně sportu

### Výběr Evropy žen
Hrála za družstvo žen Výběru Evropy v Clermont Ferrand, Francie dne 6. 6.1972 proti Clermont Ferrand 68:57, spoluhráčkou byla Hana Doušová-Jarošová